# 龍皇昇
龍皇昇（日语：／*/?，1983年3月11日—），原名，蒙古國烏蘭巴托出身的前大相撲力士，身高1.76米，重147公斤，血型AB型，最高位置是西前頭8枚目，所屬的相撲部屋是宮城野部屋。

## 生涯
龍皇在初中時來到日本學習相撲（因前小結旭鷲山昇介紹加入宮城野部屋），在2000年3月初次比賽，在2002年11月晉級幕下，之後一直保持在幕下上位，11月場所前因訓練時負傷、11月場所全休場陷落幕下下位。之後幕下上位下位番付一進一退，直到2006年5月晉級幕下筆頭，以4勝3敗晉級十兩，在2007年3月場所東十兩3枚目位置9勝6敗勝越，在5月場所入幕。
新入幕的龍皇初次比賽得十勝五敗的成績，但之後兩場所也負越鱗回十兩，2008年3月場所再次入幕但再次負越再次降回十兩。維持十兩四個場所後降級幕下，在他職業生涯的其餘時間里，他一直牢牢地停留在幕下中下的行列中（引退時為三段目）。
龍皇和橫綱白鵬翔是同門，也是部屋中唯一有關取經驗的力士，因此他是白鵬的主要訓練夥伴。在失去關取身份后，他還擔任橫綱的私人侍從（付人）。2010年1月，他因在比賽前訪問了白鵬的對手阿覽歐虎的更衣室而受到日本相撲協會的斥責。

## 從相撲中退休
龍皇於2013年6月從相撲中退役。他的斷髮式於2013年9月1日舉行。白鵬向他頒發了一個特製的「敢鬥賞」獎盃，以彌補他在幕內首次出賽中儘管取得了十場勝利，但還是錯過了三賞的事實。他通過擔任白鵬的私人助理，並娶了白鵬姨媽的女兒來保持與白鵬的聯繫。
2023年3月，他開設了一家名為“Chanko Dining Ryū”的相撲火鍋餐廳。這家餐廳專門烹調宮城野部屋力士的食譜。